# Моисеенко, Григорий Петрович
Григорий Петрович Моисеенко (9 [22] апреля 1912, Архангельское, Екатеринославская губерния — 19 марта 1986, Киев) — командир мостовой роты 15-го отдельного восстановительного железнодорожного батальона 29-й отдельной железнодорожной бригады, капитан. Герой Социалистического Труда (1943).

## Биография
Родился 9 апреля 1912 года в селе Архангельское Ясиноватского района Донецкой области. Работал слесарем-котельщиком в паровозном депо.
В 1934 году был призван в Красную Армию и направлен в железнодорожные войска. С первого месяца Великой Отечественной войны в составе действующей армии. За бой в районе станции Перехрестово получил первую боевую награду орден Красной Звезды. С декабря 1942 года, начала наступательных операций войск Закавказского фронта по освобождению Северного Кавказа, Ставрополя и Кубани, путевая рота капитана Г. П. Моисеенко перешла на восстановительные работы, продвигаясь на запад.
В кратчайшие сроки был введён в строй железнодорожный узел станции Мелитополь, обеспечивавший перевозки грузов для войск фронта в наступлении. 5 ноября 1943 года «за особые заслуги в обеспечении перевозок для фронта и народного хозяйства и выдающиеся достижения в восстановлении железнодорожного хозяйства в трудных условиях военного времени» капитану Моисеенко Григорию Петровичу присвоено звание Героя Социалистического Труда с вручением ордена Ленина и золотой медали «Серп и Молот».
Последние километры пути весной 1945 года рота капитана Моисеенко восстанавливала на участке Кюстрин — Берлин. До 1960 года служил в железнодорожных войсках. Уволен в запас в звании подполковника. Жил в Киеве. Скончался 19 марта 1986 года.